# 酉溪镇
酉溪镇，是中华人民共和国四川省广安市岳池县下辖的一个乡镇级行政单位。2019年12月，撤销平安乡和恐龙乡，将其所属行政区域划归酉溪镇管辖。

## 行政区划
酉溪镇下辖以下地区：
兴酉社区、安子沟村、老石桥村、狮子山村、刘仁沟村、双石沟村、林檎山村、螺蛳岩村、石猪庵村、寇家坝村、野猫滩村、罗家垭村、黄家堰村、刘家塘村、桥村坝村、黄家药铺村、唐家坝村、太平寨村、火场村、刘家坝村、双龙寨村和学堂沟村。